# Ба, Александер
Александер Хартманн Ба (дат. Alexander Hartmann Bah; род. 9 декабря 1997, Орслев, Фюн) — датский футболист, полузащитник клуба «Бенфика» и сборной Дании. Участник чемпионата мира 2022 и чемпионата Европы 2024.

## Клубная карьера
Александер родился в Дании в семье выходцев из Гамбии, он воспитанник клубов «Орслев Болдклаб», Б1913, «Икаст» и «Несби». В 2016 году он дебютировал во Втором дивизионе Дании в составе последнего. Летом того же года Ба перешёл в «ХБ Кёге». 14 августа в матче против «Фредерисии» он дебютировал в Первой лиге Дании. В поединке против «Вайле» Александер забил свой первый гол за «ХБ Кёге». Летом 2018 года Ба подписал контракт с клубом «Сённерйюск». 13 августа в матче против «Эйсберга» он дебютировал в датской Суперлиге. 5 октября в поединке против «Вайле» Александер забил свой первый гол за «Сённерйюск». В 2020 году он помог команде завоевать Кубок Дании.
В начале 2021 года Ба перешёл в пражскую «Славию», подписав контракт на 4,5 года. Сумма трансфера составила 2,5 млн. евро. 16 января в матче против «Сигмы» он дебютировал в Первой лиге. 2 мая в поединке против «Виктории Пльзень» Александер забил свой первый гол за «Славию». В своём дебютном сезоне Ба помог клубу выиграть чемпионат и завоевать Кубок Чехии. В матчах розыгрыша Лиги конференций 2021/2022 против берлинского Униона и австрийского ЛАСКа Александер забил по голу.
Летом 2022 года Ба перешёл в лиссабонскую «Бенфику», подписав контракт на 5 лет. Сумма трансфера составила 8 млн. евро. 5 августа в матче против «Ароки» он дебютировал в Сангриш лиге. 4 февраля 2023 года в поединке против «Каза Пия» Александер забил свой первый гол за «Бенфику». В своём дебютном сезоне он стал чемпионом Португалии.

## Международная карьера
11 ноября 2020 года в товарищеском матче против сборной Швеции Ба дебютировал за сборную Дании. В этом же поединке он забил свой первый гол за национальную команду.
В 2022 году Ба принял участие в чемпионате мира в Катаре. На турнире он сыграл в матчах против команд Франции и Австралии.

### Голы за сборную Дании
| #   | Дата        | Место                   | Противник | Счёт | Результат | Соревнование      |
| --- | ----------- | ----------------------- | --------- | ---- | --------- | ----------------- |
| 01. | 8 июня 2016 | Брондбю, Брённбю, Дания | Швеция    | 2:0  | 2:0       | Товарищеский матч |

## Достижения

### Клубные
«Сённерйюск»
- Обладатель Кубка Дании: 2019/20

«Славия»
- Чемпион Чехии: 2020/21
- Обладатель Кубка Чехии: 2020/21

«Бенфика»
- Чемпион Португалии: 2022/23
- Обладатель Суперкубка Португалии: 2023

### Личные
- Лучший защитник сезона чемпионата Чехии: 2021/22